# Suaeda patagonica
Suaeda patagonica là loài thực vật có hoa thuộc họ Dền. Loài này được Speg. miêu tả khoa học đầu tiên năm 1897.